# Spéculation (philosophie)
Pour les articles homonymes, voir Spéculation.
En philosophie, la spéculation est le fait de s'interroger sur les conséquences d'une hypothèse comme si elle était vraie, sans nécessairement la considérer au départ comme telle.

## Bref aperçu historique
À l'origine, dans la tradition grecque où philosophie et science étaient intimement liées, ces deux disciplines ne pouvaient se concevoir sans la spéculation philosophique.
La controverse ptoléméo-copernicienne (première moitié du XVIIe siècle), après le rejet par René Descartes de la philosophie scolastique jugée « trop spéculative », a entraîné progressivement une séparation entre les domaines de la foi et de la raison, mise en évidence dans l'encyclique Fides et ratio. Alors que la philosophie a continué d'argumenter par des raisonnements spéculatifs, tout en s'éloignant des vérités révélées et en rejetant souvent la métaphysique, les autres sciences ont de leur côté refusé la méthode spéculative, pour lui préférer soit le raisonnement déductif, soit la méthode expérimentale.
Le mot même de spéculation, qui avait à l'origine un sens philosophique, a progressivement pris, le plus souvent, le sens de « spéculation financière ».
À la fin du XXe siècle, Jean-Paul II montre, dans l'encyclique Fides et ratio (1998), que la réflexion spéculative est nécessaire à la réconciliation entre la foi et la raison.